# Amand z Bordeaux

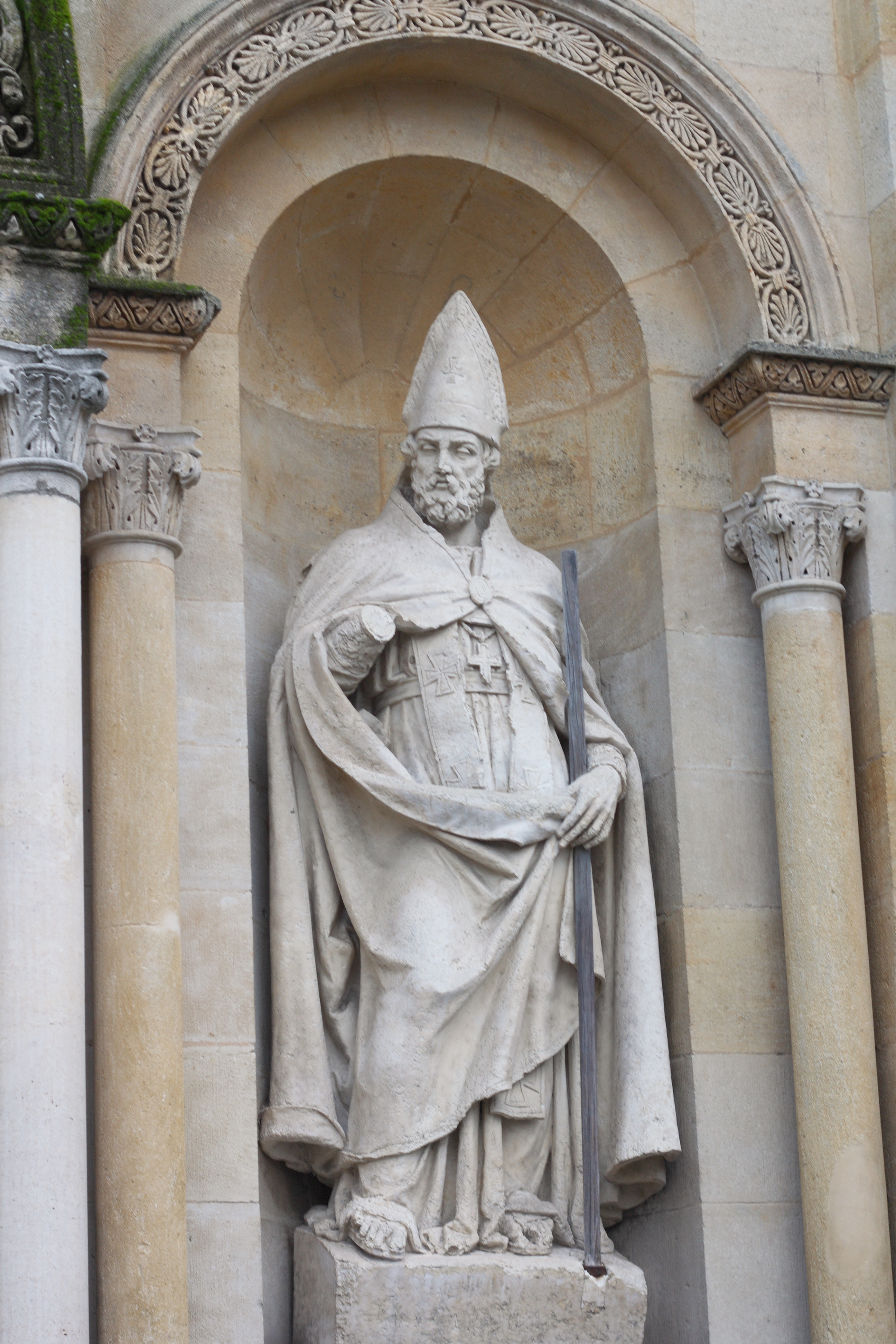
rzeźba świętego w Bordeaux

Amand z Bordeaux, Święty Amand (ur. w IV wieku w Bordeaux, zm. ok. 431 tamże) – biskup Bordeaux i nauczyciel św. Paulina z Noli, święty Kościoła katolickiego.

## Życiorys
Amand żył i działał w V wieku. Od wczesnej młodości zgłębiał Pismo Święte, otrzymał święcenia od biskupa św. Delfina z Bordeaux. Około roku 404 Amand zastąpił św. Delfina na stanowisku biskupa. Zrezygnował z niego na rzecz św. Seweryna, jednak po jego śmierci ponownie został biskupem Bordeaux i pozostał nim aż do śmierci w 431 lub 432 roku. Zasłynął jako obrońca wiary.
Jego wspomnienie liturgiczne w Kościele katolickim obchodzone jest 18 czerwca.